# Euphorbia adenopoda
Euphorbia adenopoda es una especie fanerógama perteneciente a la familia Euphorbiaceae.

## Distribución y hábitat
Es endémica de Madagascar. Su hábitat natural son los bosques húmedos tropicales y subtropicales y las montañas húmedas tropicales. Se le considera con pérdida de hábitat.

## Taxonomía
Euphorbia adenopoda fue descrito por Henri Ernest Baillon y publicado en Adansonia 1: 141. 1861.
Variedades
- Euphorbia adenopoda ssp. adenopoda
- Euphorbia adenopoda ssp. canescens (Proctor) Oudejans 1992
- Euphorbia adenopoda ssp. gundlachii (Urb.) Oudejans 1989
- Euphorbia adenopoda ssp. pergamena (Small) Oudejans 1989

Etimología
Euphorbia: nombre genérico que deriva del médico griego del rey Juba II de Mauritania (52 a 50 a. C. - 23), Euphorbus, en su honor – o en alusión a su gran vientre – ya que usaba médicamente Euphorbia resinifera. En 1753 Carlos Linneo asignó el nombre a todo el género.
adenopoda: epíteto latino que significa "con pies pegajosos" 
sinonimia
- Euphorbia mancinella Baill.
- Euphorbia phanerophlebias Baker ex Denis
- Euphorbia sapiifolia Baill.[4][5][6]